# ألكسندر كوفاليوف
ألكسندر ألكسندروڤيتش كوڤاليوڤ (بالروسية: Ковалёв, Александр Александрович)‏ Alexander Alexandrovich Kovalyov (و.1923 –ت.2000) دورا بارزا في تربية عدة اجيال من المستعربين في الاتحاد السوفيتي في فترة هامة من تأريخ العلاقات السوفيتية – العربية التي شهدت بناء السد العالي وتحرير الجزائر وتنفيذ المشاريع الكبرى في مصر وسوريا والعراق واليمن.

## السيرة الذاتية
ولد الكسندر كوفاليوف في 27 نوفمبر عام 1923. وفي عام 1945 تخرج من المعهد العسكري للغات الأجنبية. وفي فترة 1950 – 1956 مارس التدريس في المعهد المذكور وكان يتمتع برتبة عسكرية. وبعد انتقاله إلى السلك المدني انتخب في عام 1957 رئيسا لقسم اللغة العربية وآدابها بمعهد اللغات الشرقية التابع لجامعة موسكو. ثم أصبح نائبا لمدير المعهد ومديرا له في عام 1958. وبعد تغيير تسمية معهد اللغات الشرقية إلى معهد بلدان آسيا وأفريقيا عمل في الفترة من 1975 إلى 1984 كأستاذ (بروفيسور) في قسم اللغة العربية بالمعهد. ومنذ عام 1984 عمل استاذا في قسم لغات الشرق الأوسط في الجامعة العسكرية بموسكو.

## أعماله
وكوفاليوف صاحب كتاب دروس اللغة العربية الذي ألفه سوية مع البروفيسور جريجوري شرباتوف وكان المرجع الرئيسي لدارسي اللغة العربية في الاتحاد السوفيتي وروسيا الاتحادية لفترة طويلة منذ الخمسنيات وحتى اواخر القرن العشرين. وما زال يدرس في المعاهد حتى الآن. كما أن أعماله العلمية تتجاوز 200 بحث علمي وتربوي نشرت في حوالي 150 ملزمة مطبوعة. وعمل كوفاليوف رئيسا لقسم اللغة العربية واستاذا ونائب مدير ومدير معهد اللغات الشرقية كما عمل في قسم لغات الشرق الأوسط في الجامعة العسكرية بموسكو.